# 柳红 (1960年3月)
柳红（1960年3月9日—），山西人，现为独立学者，自由撰稿人。

## 生平
1982年毕业于上海机械学院，获工学学士；1988年毕业于中国社会科学院工业经济系，经济学硕士。儿子吴子尤，丈夫朱嘉明。

## 著作
- 吴敬琏; 柳红. . 中国经济出版社. 1999-09: 85頁 [1999年]. ISBN 978-750-174-754-2 （中文）. （简体中文）
- 柳红. . 陕西师范大学出版社. 2002-01: 378頁 [2002年]. ISBN 978-756-132-327-4 （中文）. （简体中文）
- 柳红. . 廣西師範大學出版社. 2010-10-01: 514頁 [2010年]. ISBN 978-754-950-039-0 （中文）. （简体中文）

## 延伸閱讀
- . 网易阅读客厅第02期. 网易读书.   [2016-04-19]. （原始内容存档于2019-06-03） （中文）.（简体中文）